# Oleksandr Volkov
Oleksandr Anatolijovytsj Volkov (Oekraïens: Олександр Анатолійович Волков, Russisch: Александр Анатольевич Волков) (Omsk, Sovjet-Unie, 29 maart 1964) is een voormalig professioneel basketbalspeler uit Oekraïne. Hij kreeg de onderscheiding Meester in de sport van de Sovjet-Unie (1988).

## Carrière
Volkov won een gouden medaille op de Olympische Spelen van 1988 met het Nationale team van de Sovjet-Unie. Hij speelde bij Stroitel Kiev (1981-1986; 1988-1989), CSKA Moskou (1986-1988), de Atlanta Hawks (1989-1992), Panasonic Reggio Calabria (1992-1993), Panathinaikos (1993-1994), Olympiakos Piraeus (1994-1995) en BK Kiev (2000-2002). Van 1999 tot 2000 was Volkov Minister van Sport in Oekraïne. Op 21 juni 2007 werd Volkov hoofd van de Oekraïense basketbalfederatie.

## Privé
Na de Russische invasie van Oekraïne sinds 2022, sloot Volkov zich aan bij Oekraïense vrijwilligers die tegen de Russische troepen vochten. Volkovs familiehuis in Tsjernihiv werd verwoest door de bombardementen.

## Erelijst
- Landskampioen Sovjet-Unie: 2
  - Winnaar: 1988, 1989
  - Tweede: 1982, 1987
  - Derde: 1983, 1984
- Landskampioen Oekraïne:
  - Tweede: 2001, 2002
- Landskampioen Griekenland: 1
  - Winnaar: 1995
- Olympische Spelen: 1
  - Goud: 1988
- Wereldkampioenschap:
  - Zilver: 1986, 1990
- Europees kampioenschap: 1
  - Goud: 1985
  - Zilver: 1987
  - Brons: 1989